# علی‌خان بیکی
علی خان بیگی، روستایی است از توابع بخش قاهان شهرستان جعفرآباد در استان قم ایران.

## جمعیت
این روستا در دهستان قاهان قرار دارد و براساس سرشماری مرکز آمار ایران در سال ۱۳۸۵، جمعیت آن ۲۴ نفر (۵خانوار) بوده‌است.